# Fanny Elsslerová
Fanny Elsslerová, rodným jménem Franziska Elsslerová (23. června 1810, Gumpendorf – 27. listopadu 1884, Vídeň) byla rakouská tanečnice, jedna z významných představitelek romantického baletu. Proslavila se krom toho též lidovými tanci (polka, krakovjak, cachucha, tarantella).

## Život
Narodila se do měšťanské rodiny. Její otec byl osobním kopistou hudebního skladatele Josepha Haydna. V devíti letech začala navštěvovat baletní školu při Vídeňském dvorním divadle. V roce 1824 nastoupila do Theatro San Carlo v Neapoli. Měla zde, ve svých sedmnácti letech, poměr s princem Leopoldem ze Salerna, synem krále Ferdinanda IV. Neapolského. Otěhotněla s ním, ale ke sňatku nedošlo. Princ se k narozenému synovi ovšem hlásil a přispíval na jeho výchovu.
V roce 1829 se Fanny vrátila do Vídně. V jejích devatenácti letech se jejím novým nápadníkem stal 65letý politik Friedrich von Gentz, Metternichův kancléř. Kolovaly pověsti, že jejím milencem byl též vévoda Zákupský Orlík, Napoleonův syn a vnuk rakouského císaře. O této legendární lásce byl v roce 1937 dokonce natočen film. Pravděpodobně však šlo o fámu. Gentz byl po sporu s Metternichem zbaven vlivu, Elsslerová ho však neopustila a pečovala o něj až do jeho smrti, k níž došlo 9. června 1832. V letech 1834–1840 působila v Pařížské opeře. Proslulá byla její rivalita se zdejší hvězdou Marií Taglioniovou. V letech 1840–42 podnikla Fanny turné po Americe, jako první evropská taneční hvězda. V letech 1843–1851 hostovala v různých evropských divadlech. Kariéru ukončila ve 41 letech. Žila dlouho se svou sestrou, ta se však roku 1850 vdala (za prince Alberta Pruského) a Fanny tak dožila sama a v ústraní.[nedostupný zdroj]